# Conta pectinata
Conta pectinata är en fiskart som beskrevs av Ng 2005. Conta pectinata ingår i släktet Conta och familjen Erethistidae. IUCN kategoriserar arten globalt som otillräckligt studerad. Inga underarter finns listade i Catalogue of Life.